# Мокиль, Сарра Яковлевна
Са́рра Я́ковлевна Мо́киль (12 октября 1906, Полтава — 2 июля 1984, Москва) — советский кинорежиссёр, художник анимационного кино, скульптор. Заслуженный работник культуры РСФСР.

## Биография
Родилась 12 октября 1906 года в Полтаве Полтавской губернии. В 1929 году окончила Московский техникум кустарной промышленности, получив специальность художника прикладного искусства. Работала художником-оформителем кукол в артели «Экспоигрушка».
С 1931 года — художник декораций и кукол Московской объединённой фабрики «Союзкино» имени 10-летия Октября (с 1935 года — кинофабрики «Мосфильм», с 1936 года — киностудии «Мосфильм»). Работала в коллективе А. Л. Птушко. Художник кукол кинофильма «Новый Гулливер», фильм получил награду на Первом советском кинофестивале в Москве (1935) и считается классикой полнометражной кукольной анимации.

Куклы, блестяще сделанные художницей Саррой Мокиль (особенно король, конферансье, рабочие), под умелым руководством режиссёра А. Птушко разыгрывают остроумную феерию. <…> Куклы, особенно на крупных планах «работают» мастерски, а местами доходят до виртуозности. «Новый Гулливер» утверждает новый вид художественной кинематографии. Объёмная мультипликация — очень редкий вид киноискусства, а полнометражная объёмная мультипликация становится впервые в мировой истории.— Борис Шумяцкий. 
Совместно с А. Л. Птушко разработала технологию литья подвижных масок и способы их крепления на кукольной фигуре, является разработчиком пластического грима.
В 1936 году дебютировала как режиссёр. Поставила первый советский цветной кукольный анимационный фильм «Лиса и Волк» по трёхцветному методу П. М. Мершина. По оценке российского киноведа Н. Ю. Спутницкой, картины С. Я. Мокиль «Лиса и волк», «Репка», «Волк и семеро козлят» и «Танцы кукол» особенно трогательны среди фильмов-басен и, «отличаясь тщанием сделанных кукол, утверждают семейные (не читай: коллективистские) ценности».
Преподавала на курсах художников-кукловодов и скульпторов-фазовщиков (1936).
В начале Великой Отечественной войны с отцом Яковом Мокилем и детьми эвакуировалась в Буинск.
С 1945 года работала на киностудии «Мосфильм» художником по костюмам, скульптором. В 1948 году основала на студии мастерскую пластического грима, создавала гримы исторических персонажей: В. И. Ленина, И. В. Сталина, А. П. Чехова и т. д. При этом неизменно делала маски, чучела, кукол животных и птиц для сказочных фильмов Птушко: «Каменный цветок», «Садко», «Илья Муромец», «Вий», «Сказка о Царе Салтане». Дрессировщик и постановщик трюковых сцен с животными Т. В. Габидзшвили вспоминал о С. Я. Мокиль:

Она способна была творить чудеса, Лукич обязательно брал её для работы во все снимаемые им картины.
Успешно работала и для эстрады: создавала маски сатирическим персонажам А. И. Райкина и Л. Г. Горелика.
С 1976 года была на пенсии. Скончалась 2 июля 1984 года в Москве.
В 2012 году на фестивале архивного кино в Белых Столбах были показаны восстановленные цифровым способом фильмы С. Я. Мокиль «Лиса и волк», «Волк и семеро козлят». В ноябре 2012 года в пражской киностудии «Баррандов» была организована выставка, посвящённая Г. Ф. Милляру, на которой демонстрировались слепки с лица актёра, детали и накладки, выполненные С. Я. Мокиль, а также парики, костюмы и редкие фотографии актёра.

### Семья
Отец — Яков Давидович Мокиль (1870 — ?). Мать — Мария Иосифовна Мокиль (в девичестве Френкина).
Брат — Лев Мокиль.
Муж — Рышард Потоцки (1915—1975), польский художник, актёр.
Сын — Ян Потоцкий (род. 1939), советский и российский звукорежиссёр, заслуженный деятель искусств России (2017).
Дочь — Мария Потоцкая (в замужестве Сомершаф, род. 1939), переводчик c французского.
Внук — Борис Сомершаф (род. 1968), польский дирижёр и хормейстер.

## Фильмография

### Режиссёр
- 1936 — Репка
- 1936 — Лиса и Волк
- 1938 — Волк и семеро козлят
- 1939 — Танцы кукол (анимационный)

### Сценарист
- 1938 — Волк и семеро козлят

### Художник
Художник-постановщик
- 1936 — Репка

Художник по костюмам
- 1947 — Марите (совместно с Н. Вилутис)

Художник кукол
- 1935 — Новый Гулливер
- 1936 — Лиса и Волк
- 1937 — Завещание

Художник-мультипликатор
- 1932 — Властелин быта

Художник по макияжу
- 1972 — Вероника
- 1973 — Вероника возвращается

Маски
- 1966 — Сказка о царе Салтане
- 1967 — Вий

### Актриса
- 1966 — Сказка о царе Салтане — колдунья

## Награды и звания
- грамота Первого советского кинофестиваля «за мастерство, проявленное в создании маски и типажа кукол фильма „Новый Гулливер“» (2 марта 1935 года)[7][32][33];
- заслуженный работник культуры РСФСР[34].